# Cyriel Buysse
Cyriel Buysee (Nevele, 20 de Setembro de 1859 - Afsnee, 25 de julho de 1932) foi um escritor belga de língua neerlandesa. Buysse foi um romancista naturalista, cujas obras revelam influências de Émile Zola e Guy de Maupassant. Foi um dos fundadores da revista Van Nu En Staks, de grande importância para a afirmação da cultura flamenga. Buysse foi autor de vários livros (romances) e peças de teatro.

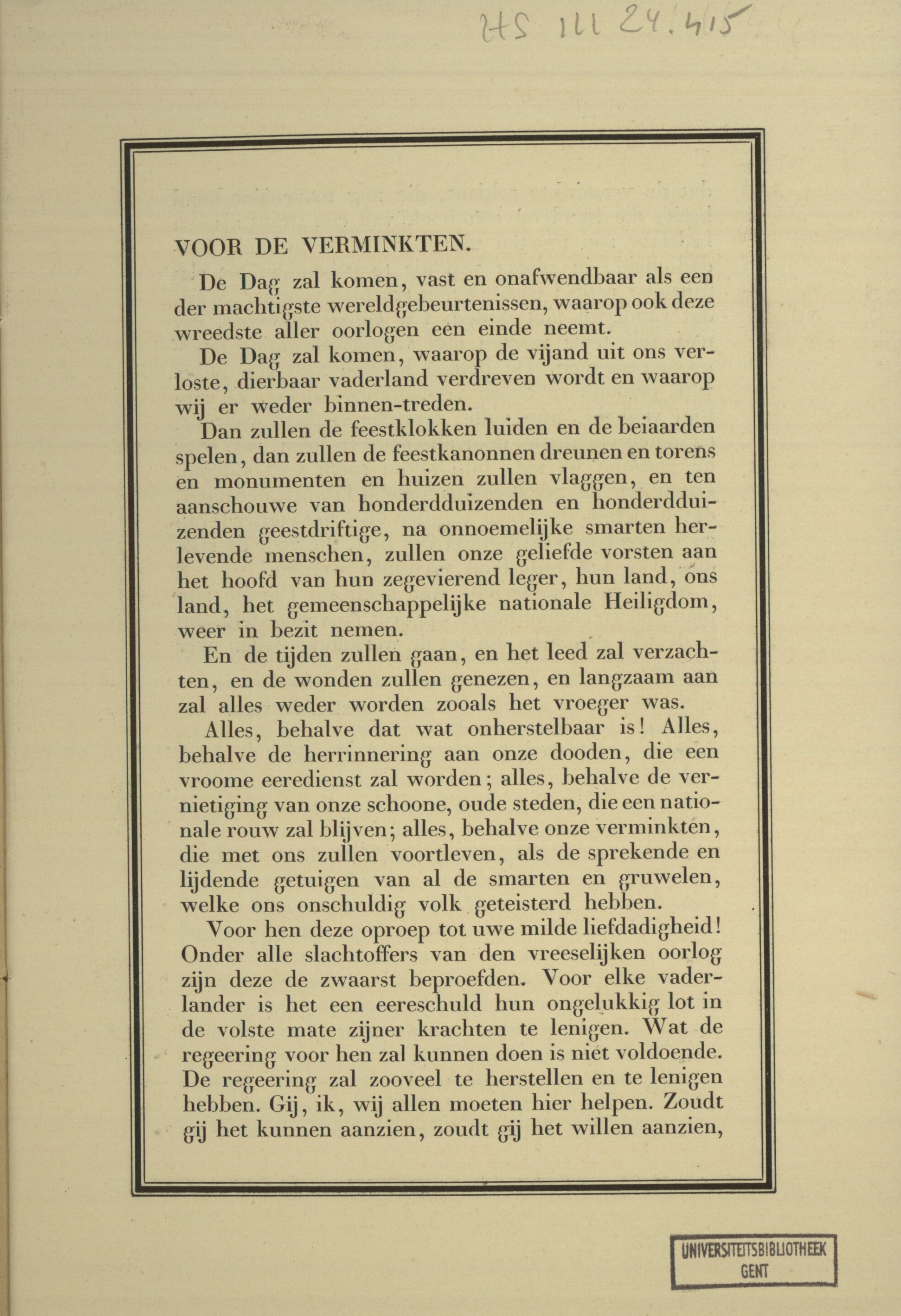
Trecho do livro "Le sou du mutilé". Escrito por Cyriel Buysse no início do século XX.

## Livros
- Guusje en Zieneken (1887)
- Twee herinneringen uit Amerika (1888)
- Beter laat dan nooit (1891)
- Het huwelijk van neef Perseyn (1893)
- Het recht van den sterkste (novel 1893)
- De biezenstekker (1894)
- Sursum corda! (1894)
- Wroeging (1895)
- Mea culpa (1896)
- Op 't Blauwhuis (novel 1897)
- De zwarte kost (1898)
- Schoppenboer (novel 1898)
- Uit Vlaanderen (essays 1899)
- Te lande (bundel 1900)
- Een Leeuw van Vlaanderen (1900)
- Van arme menschen (1901)
- Daarna (1903)
- Aan 't strand (1903)
- Tusschen Leie en Schelde (essays 1904)
- In de natuur (bundel 1905)
- Het Verdriet van meneer Ongena (1906)
- Het leven van Rozeke van Daelen (novel 1906)
- Het Bolleken (novel 1906)
- Lente (essays 1907)
- Het volle leven (novel 1908)
- Ik Herinner mij (essays 1909)
- De eenzame (1909)
- Het "ezelken", wat niet vergeten was (novel 1910)
- De vroolijke tocht (travel essay 1911)
- Stemmingen (essays 1911)
- Levensleer (novel co-authored with Virginie Loveling 1911)
- De nachtelijke aanranding (novel 1912)
- Per auto (travel essay 1913)
- Van hoog en laag (essays 1913)
- Oorlogsvizioenen (essays 1915)
- Zomerleven (1915)
- Een vroolijk drietal (essays 1916)
- Van een verloren zomer (1917)
- De roman van den schaatsenrijder (1918)
- De strijd (1918)
- De twee pony's (essays 1919)
- Plus-que-parfait (novel 1919)
- Zooals het was... (novel 1921)
- Uit de bron (bundel 1922)
- De Laatste Ronde (travel essay 1923)
- Tantes (novel 1924)
- Typen (1925)
- Uleken (novel 1926)
- Kerels (essays 1927)
- Dierenliefde (essays 1928)
- De schandpaal (essays 1928)
- Wat wij in Spanje en Marokko zagen (essays 1929)
- Uit het leven (short stories 1930)
- Twee werelden (1931)
- Rivièra-impressies (travel essays 1932)
- Verzameld werk (7 volumes) (1974-1982)

## Peças de teatro
- De plaatsvervangende vrederechter (1895)
- Driekoningenavond (1899)
- Maria (1900)
- Het gezin van Paemel (1903)
- De landverhuizers (1904)
- De sociale misdaad (1904)
- Se non é vero... (1905)
- Het recht (1908)
- Sususususut (1921)
- Jan Bron (1921)